# Alonso Cano (actor)
Alonso Carlos Cano Frayssinet (Lima, 9 de octubre de 1982) es un actor y profesor de teatro peruano de ascendencia francesa, que ha participado en series de televisión, cine y obras teatrales de su país. Es el hijo de los actores peruanos Carlos Cano y Patricia Frayssinet.

## Primeros años
Alonso Carlos Cano Frayssinet nació el 9 de octubre de 1982 en la capital peruana Lima. Es el hijo de los actores Carlos Cano y Patricia Frayssinet, siendo el mayor de 4 hermanos, además de ser el hermano de Carolina Cano y sobrino de Yvonne Frayssinet, ambas actrices de trayectoria artística.
Desde su corta edad estuvo vinculado con la actuación, ya que toda su familia se desempeñaban en esta rama y Cano no fue la excepción.[cita requerida]

## Trayectoria
Cano comenzó su carrera artística a la edad de diez años, participando en la obra de teatro de sus padres  Pluft, el fantasmita en 1993. En ese entonces, no tuvo una formación actoral hasta a llegar cumplir los 15 años, cuando comienza a recibir clases de actuación en los talleres de Maritza Gutti, continuando así el legado familiar.
Tiempo después, retoma su carrera actoral participando en el proyecto de teatro Angelitos en el año 2003 y fue dirigida por la actriz Ana María Jordán. Además, se formó en el Taller de Formación Actoral de Roberto Ángeles y posteriormente, en los talleres de actuación a cargo de la dirección de Alberto Ísola; incluyendo en la Escuela Profesional de La Tarumba.
En 2004, participó en la obra para adultos bajo el nombre Unicornios del actor Aldo Miyashiro y obtuvo su primer protagónico con el montaje Cuando el día viene mudo al año siguiente, al lado de Franklin Dávalos. Años después, Cano debuta en la televisión con la telenovela La Perricholi en 2011 interpretando a Antoñuelo Cavafis[cita requerida], participó en los circos de la mano del grupo teatral La Tarumba con las giras Clásico en 2012 y al año siguiente Caricato y la dirección de Fernando Zevallos. Cano tuvo una participación especial en la película cómica Hasta que la suegra nos separe en el 2016, que es protagonizada por el comediante e imitador peruano Carlos Álvarez Loayza, con quién trabajó antes en el programa humorístico de televisión Habla bien, desempeñándose como actor cómico por un breve tiempo.
Obtuvo de nuevo el protagónico con el montaje musical Mercury, más allá de la vida de un dios del rock interpretando al desaparecido cantante de rock Freddie Mercury, líder y vocalista de la legendaria banda Queen en el 2011, protagonizó con César Ritter la obra cómica Más pequeños que el Guggenheim del escritor mexicano Alejandro Ricaño el cual fue ganador del Premio El Oficio Crítico en la categoría de «Mejor actor de comedia». En 2018, participó en la obra teatral Lavar, planchar y enterrar al lado de Stefano Tosso y Gina Yangali.[cita requerida]
En 2020, Cano se suma a la obra La naranja mecánica: El musical en el teatro de la Universidad de Lima[cita requerida] y fue invitado de la serie televisiva Al fondo hay sitio en el papel de «Mojamel» en el año 2023, quién sería un estafador que se quiso pasar por un jeque y saliente temporal de Teresa Collazos (Magdyel Ugaz).
Cano protagonizó en el 2022 la obra Guayaquil, una historia de amor donde interpretó al libertador venezolano Simón Bolívar, personaje con el cual participó en la serie biográfica El último bastión un año antes. Esta obra fue dirigida por Javier Valdés, reconocido actor peruano. Además, coprotagonizó la obra Hoy maté a mamá al lado de Attilia Boschetti.
En ese mismo año, participó en la adaptación de la obra La vida es sueño de Pedro Calderón de la Barca en el Gran Teatro Nacional del Perú en el papel de Clarín, con la dirección de Jean Pierre Gamarra y obtuvo el rol protagónico en el montaje El misántropo de Molière, donde interpretó a Oronte, el cual fue nominado con el Premio El Oficio Crítico en la categoría «Mejor actor de reparto de comedia» y se convirtió finalmente en el ganador de la edición.
En el año 2022 protagonizó la obra La vida resuelta el papel de Jaime y participó en la obra El oso en 2016 como Gregorio, quién sería un exmilitar. 
Asumió el rol principal de la adaptación de Otelo de William Shakespeare en 2023, interpretando a los personajes Brabancio y Ludovico. Adicionalmente, en ese año, interpreta al Judío en el drama Salomé y participa en el reality culinario El gran chef famosos con su hermana Carolina.[cita requerida]
En el año 2024, Cano asume el protagónico de la adaptación local de obra de teatro Tartufo, interpretando a Orgón, un padre de familia rica.

## Filmografía

### Televisión
| Año       | Título                        | Rol                                                   | Notas                              | Emisión            | Ref.             |
| --------- | ----------------------------- | ----------------------------------------------------- | ---------------------------------- | ------------------ | ---------------- |
| 2003      | Demasiada belleza             | Alfonso                                               | Rol de participación especial      | Frecuencia Latina  | [ 17 ]           |
| 2008      | Placeres y tentaciones        |                                                       | Rol principal                      | Frecuencia Latina  | [cita requerida] |
| 2011      | La Perricholi                 | Antoñuelo Cavafis                                     | Rol principal                      | América Televisión | [ 4 ]            |
| 2013      | Historias detrás de la muerte | Marcelino Domínguez                                   | Rol principal                      | Frecuencia Latina  | [cita requerida] |
| 2013      | Avenida Perú                  | Rubén Aguirre Córdova                                 | Rol principal                      | ATV                | [cita requerida] |
| 2013      | Los amores de Polo            | PNP Rodrigo Polo Alzamora                             | Rol de participación especial      | América Televisión | [cita requerida] |
| 2015-2016 | Nuestra historia              | Diego Veramendi                                       | Rol principal                      | TV Perú            | [cita requerida] |
| 2016      | Habla bien                    | Varios roles                                          | Actor cómico                       | América Televisión | [ 3 ]            |
| 2016      | Hummus of Barranco            | Nube Rosa                                             | Rol principal                      | Movistar TV        | [cita requerida] |
| 2018      | Colorina                      | Detective Mario Espada                                | Rol de invitado especial           | América Televisión | [cita requerida] |
| 2018-2019 | Ojitos hechiceros             | Alcides Abanto Rojas                                  | Rol principal                      | América Televisión | [cita requerida] |
| 2018-2019 | Ojitos hechiceros             | Alcides Abanto Rojas                                  | Rol de antagonista reformado       | América Televisión | [cita requerida] |
| 2020      | Aislados, la serie            |                                                       | Rol protagónico                    | Movistar TV        | [ 18 ]           |
| 2021      | El último bastión             | Simón Bolívar                                         | Rol recurrente                     | TV Perú            | [cita requerida] |
| 2022      | Los otros libertadores        | Sargento García                                       | Rol principal                      | Latina Televisión  | [ 19 ]           |
| 2022      | Luz de luna                   | Secuestrador                                          | Rol recurrente                     | América Televisión | [cita requerida] |
| 2022-2023 | Maricucha 2                   | Jairon Romero Barroso / «El Jairo» / «El buen Jairon» | Rol de antagonista secundario      | América Televisión | [ 20 ] [ 21 ]    |
| 2023      | Al fondo hay sitio            | Mojamel / «Mohamed» / «Jeque bamba»                   | Rol de invitado especial           | América Televisión | [ 20 ] [ 10 ]    |
| 2024      | Súper Ada                     | Alonso Muñante                                        | Rol de antagonista recurrente      | América Televisión | [cita requerida] |
| 2024      | El gran chef famosos          | Él mismo                                              | Participante retador (Temporada 6) | Latina Televisión  | [cita requerida] |

### Cine
| Año  | Título                          | Rol            | Notas          | Ref.             |
| ---- | ------------------------------- | -------------- | -------------- | ---------------- |
| 2016 | Hasta que la suegra nos separe  | Amigo de Lucho | Rol principal  | [ 2 ]            |
| 2016 | Así nomás                       |                | Rol principal  | [cita requerida] |
| 2019 | Jugo de tamarindo               |                | Rol principal  | [cita requerida] |
| 2023 | Hablando huevadas: ¡Hijo de...! |                | Rol recurrente | [cita requerida] |
| 2024 | La herencia de Flora            |                | Rol principal  | [cita requerida] |

### Teatro
| Año       | Título                            | Rol                  | Notas                 | Ref.                |
| --------- | --------------------------------- | -------------------- | --------------------- | ------------------- |
| 1993      | Pluf, el fantasmita               | Pluf                 | Rol protagónico       | [ 1 ]               |
| 2003      | Angelitos                         |                      | Rol principal         | [ 1 ]               |
| 2004      | Unicornios                        |                      | Rol coprotagónico     | [ 1 ]               |
| 2005      | Cuando el día viene el mudo       |                      | Rol protagónico       | [ 1 ]               |
| 2009      | Sala de ensayo                    |                      | Rol principal         | [ 22 ]              |
| 2012      | Clásico                           |                      | Rol principal         | [ 1 ]               |
| 2013      | Caricato                          | Cara Blanca          | Rol principal         | [ 23 ]              |
| 2016      | Loco amor mío                     | Él mismo             | Participación estelar | [cita requerida]    |
| 2016      | El oso                            | Gregorio             | Rol protagónico       | [cita requerida]    |
| 2016      | La niña del azúcar                | Alejandro            | Rol protagónico       |                     |
| 2018      | Lavar, planchar y enterrar        |                      | Rol coprotagónico     | [cita requerida]    |
| 2019      | Más pequeños que el Guggenheim    | Sunday               | Rol protagónico       | [ 5 ]               |
| 2020      | La naranja mecánica: El musical   |                      | Rol principal         | [cita requerida]    |
| 2020      | Central de misteriosos cotidianos | Charlie Kaine        | Rol principal         | [ 24 ]              |
| 2021      | El misántropo                     | Oronte               | Rol protagónico       | [ 25 ] [ 11 ]       |
| 2022      | Hoy maté a mamá                   |                      | Rol coprotagónico     | [ 8 ] [ 26 ] [ 27 ] |
| 2022      | La vida es sueño                  | Clarín               | Rol principal         | [ 28 ] [ 9 ]        |
| 2022      | El principio de Arquímides        | Padre de familia     | Rol principal         | [ 29 ]              |
| 2022      | La vida resuelta                  | Jaime                | Rol protagónico       | [ 13 ] [ 12 ]       |
| 2022      | Guayaquil, una historia de amor   | Simón Bolívar        | Rol coprotagónico     | [ 7 ]               |
| 2022      | Lola                              |                      | Rol principal         | [ 30 ] [ 31 ]       |
| 2023      | Salomé                            | Judío                | Rol principal         | [cita requerida]    |
| 2023-2024 | Otelo                             | Brabancio / Ludovico | Rol principal         | [ 15 ]              |
| 2024      | Tartufo                           | Orgon                | Rol protagónico       | [ 16 ]              |

### Spot publicitario
- Claro (2008), parte del comercial El tema del verano.

## Premios y nominaciones
| Año  | Premios                  | Categoría                         | Trabajo                        | Resultado | Ref.   |
| ---- | ------------------------ | --------------------------------- | ------------------------------ | --------- | ------ |
| 2019 | Premio El Oficio Crítico | Mejor actor de reparto de comedia | Más pequeños que el Guggenheim | Ganador   | [ 1 ]  |
| 2022 | Premio El Oficio Crítico | Mejor actor de reparto de comedia | El misántropo                  | Ganador   | [ 11 ] |